# موش سیاه

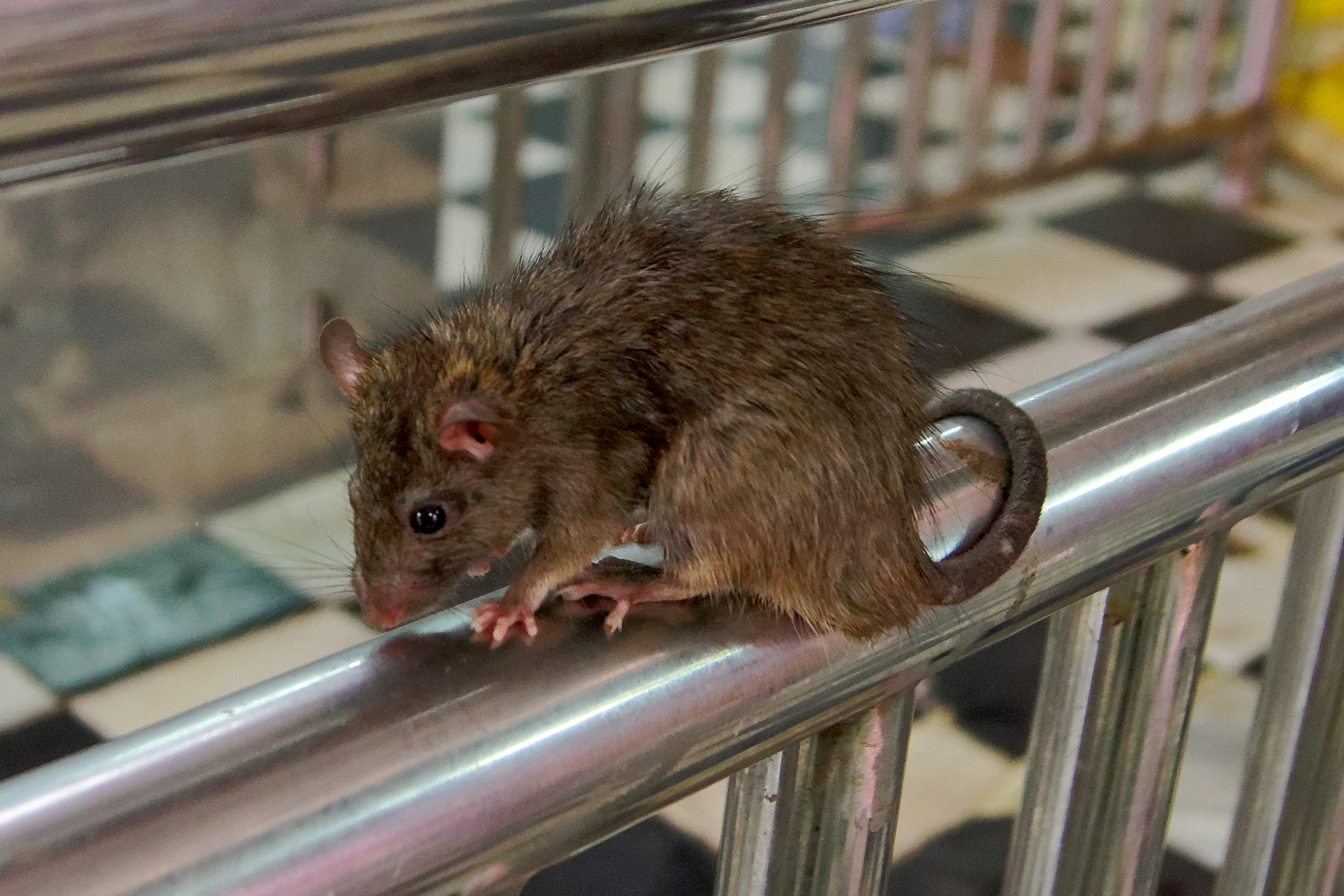
یک موش در معبد کارنی ماتا در شهر دشنوکه هندوستان

موش سیاه یا خرموش سیاه (نام علمی:  Rattus rattus) گونه‌ای از جوندگان از خانواده موش صحرایی است. این گونه بیشتر در آسیا یافت می‌شود.
نام این موش به خاطر رنگ بدنش است. این موش‌ها ۱۵ سانتیمتر طول بدنشان و بین ۱۵ سانتی‌متر هم طول دمشان است. این گونه موش‌ها شناگران خوبی نیستند و عمر متوسطشان ۲ سال است.

## External links
- ARKive Photographs، video